# Friedrich von Friesen

Friedrich Freiherr von Friesen (1796–1871)

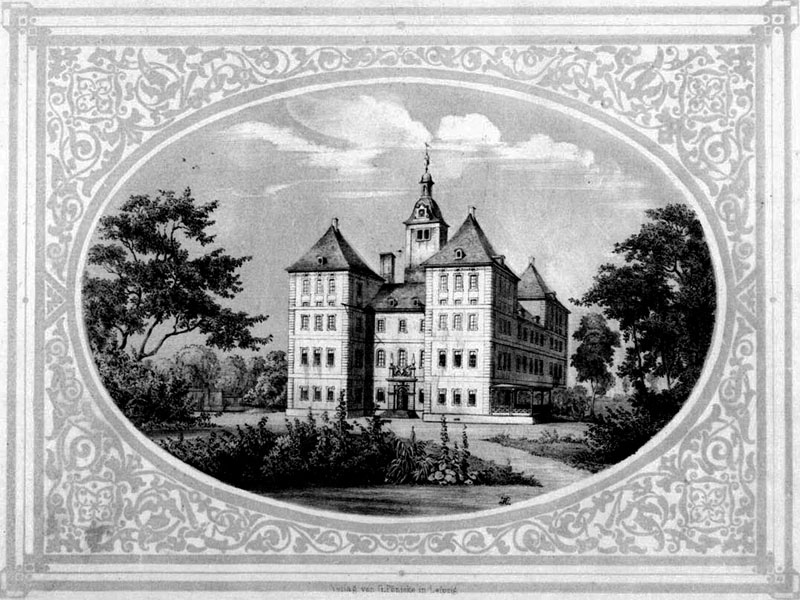
Das Schloss Rötha um 1855

Friedrich Freiherr von Friesen  (* 11. Oktober 1796 in Dresden; † 21. März 1871 in Dresden) war ein deutscher Rittergutsbesitzer und konservativer Politiker. Er war Mitglied und Präsident der I. Kammer des Sächsischen Landtags.

## Familie
Friedrich entstammte der alten Adelsfamilie von Friesen und war der Sohn von Johann Georg Friedrich von Friesen (* 28. April 1757 in Rötha; † 18. Januar 1824), Geheimer Rat und Oberaufseher der Dresdner Kunstsammlungen, und Bibliothek und seiner Ehefrau Juliane Caroline geb. Gräfin von der Schulenburg.
Die von seinem Vater besessenen drei Rittergüter erbte er 1824 gemeinsam mit seinen beiden Brüdern Ernst (* 9. Februar 1800 in Dresden; † 19. Juni 1869 in Kassel-Wilhelmshöhe) und Hermann von Friesen (* 27. Februar 1802 in Dresden; † 23. Januar 1882 in Dresden). Durch Wertausgleich übernahm er Rötha in seinen Besitz und kaufte 1846 seinem Bruder Hermann das Rittergut Trachenau ab.
Am 9. Januar 1826 heiratete er Johanne Auguste Gräfin von Einsiedel (1805–1871) aus dem Hause Wolkenburg, eine Tochter des sächsischen Kabinettsministers und Eisenhüttenunternehmers Detlev von Einsiedel (1773–1861). Die Ehe blieb kinderlos und wurde im Jahr 1836 wieder geschieden. Am 11. September 1838 ging er mit der 25 Jahre jüngeren Mathilde Gräfin Kanitz (1821–1890) eine zweite Ehe ein, die aber ebenfalls kinderlos blieb.
Friesen starb 1871 in Dresden und wurde in Rötha bestattet. Durch Einsetzen eines fideikommissarischen Erbrechts konnte er sein Rittergut der männlichen Nachkommenschaft der Familie Friesen vorbehalten.

## Beruf und politisches Wirken
Er erhielt seine erste Schulbildung wie die meisten Söhne aus Adelsgeschlechtern durch einen Hauslehrer. Nach einem weiterführenden Schulbesuch an der Fürstenschule Pforta zwischen 1808 und 1813 absolvierte er seinen Militärdienst während der Napoleonischen Kriege. 1816 nahm er ein Jurastudium an der Universität Leipzig auf, das er 1820 abschloss. Anschließend hatte er eine kurzzeitige Anstellung bei einem Dresdner Rechtsanwalt, trat dann aber in sächsischen Staatsdienst ein. Bis 1830 hatte er es zum Geheimen Finanzrat im Dresdner Ministerium gebracht. 
1826 wurde ihm der Titel eines sächsischen Kammerherrn verliehen. 
Als Mitglied der Allgemeinen Ritterschaft nahm er an den vorkonstitutionellen Landtagen 1824, 1830 und 1831 teil, wofür neben dem Rittergutsbesitz die Adelsprobe notwendig war. Im auf Grundlage der Sächsischen Verfassung von 1831 begründeten Sächsischen Landtag hatte er zunächst auf den ersten drei Landtagen als Vertreter der Rittergutsbesitzer im Leipziger Kreis ein Mandat in der II. Parlamentskammer, wurde dann aber 1842 von König Friedrich August II. auf Lebenszeit in die I. Kammer ernannt. Er zählte zu den vermögendsten und einflussreichsten Rittergutsbesitzern Sachsens. Auf dem Landtag 1847 fungierte er als Präsident seines Hauses. 
Sein liberal gesinnter Zeitgenosse Bernhard Hirschel charakterisierte ihn nach dem Landtag 1846 mit wenig schmeichelhaften Worten als streng konservativen Politiker: „Denn scheint er in seiner Gestalt nach in eine vorweltliche Schöpfung zu gehören, so versetzt ihn seine politische Gesinnung in das feudale Mittelalter, so in die Zeit der Aristokratie an Ludwigs des XVI. Hof. Von den Regungen des 19. Jahrhunderts ist bei ihm nichts sichtbar, ja, er hat nicht mal das Bestreben, sich der Zeit zu accomodiren und unterscheidet sich von dem englischen Hochtory dadurch, daß er auch nicht den geringsten Begriff von einem „Volke“ hat.“. In einem von ihm geführten Tagebuch aus den 1840er Jahren finden sich während des Vormärz für Liberale wie Robert Blum Bezeichnungen wie „Intriganten und Unruhstifter“, die wegen ihres Verhaltens bei den Leipziger Unruhen des Jahres 1845 mit „unerbittlicher und rastloser gesetzlicher Strenge“ verfolgt werden müssten.
Nach den Märzunruhen von 1848 war in der sächsischen Öffentlichkeit ein solcher Reformdruck entstanden, dass er bei Konstituierung des Landtags im Mai 1848 nicht wieder mit dem Amt des Kammerpräsidenten betraut wurde. König Friedrich August II. berief nun den liberal gesinnten Friedrich Ernst von Schönfels auf diesen Posten. In den Debatten über das zukünftige Wahlrecht und die Stellung der adligen Rittergutsbesitzer vertrat Friesen jedoch nicht die kompromisslose Position der streng Konservativen, die den Status quo im Parlament beibehalten wollten, sondern nahm eine reformkonservative Haltung ein. Die Suche nach neuen Einflussmöglichkeiten war im Endeffekt jedoch fruchtlos. Mit dem Provisorischen Wahlgesetz vom 15. November 1848 verloren die adligen Rittergutsbesitzer ihre Sitze in der I. Kammer. Dem im Dezember 1848 gewählten Landtag 1848/49 gehörte kein Parlamentarier des 1848er Landtags mehr an. 
Erst als das vormärzliche Parlament und das Wahlrecht von 1831 durch die Regierung unter Ferdinand Zschinsky im Sommer 1850 staatsstreichartig restituiert worden waren, konnte er wieder einen Sitz im Landtag einnehmen. In diesem ernannte der sächsische König den liberalen Politiker Friedrich Ernst von Schönfels wieder zum Kammerpräsidenten, um die politische Lage in Sachsen nicht unnötig aufzuheizen. 1854 übernahm Friesen das Amt des Vizepräsidenten der Kammer und rückte erst wieder in das Amt des Kammerpräsidenten auf, als Schönfels nach Verkauf seines Ritterguts Reuth im Dezember 1862 die Berechtigung für sein Landtagsmandat einbüßte.
In seiner Zeit als Kammerpräsident erhielt er von König Johann 1869 den Titel Wirklicher Geheimer Rat verliehen, mit dem er das Recht auf Anrede mit „Exzellenz“ erlangte. Letztmals präsidierte er 1869/70 über dem Landtag.

## Schriften
- Vortrag an die ritterschaftlichen Herren Stände des Leipziger Kreises, Leipzig 1844
- Den Herren Ständen des Leipziger Kreises in treuer Verehrung und Dankbarkeit gewidmet, Rötha 1863.